# Nagelbalken

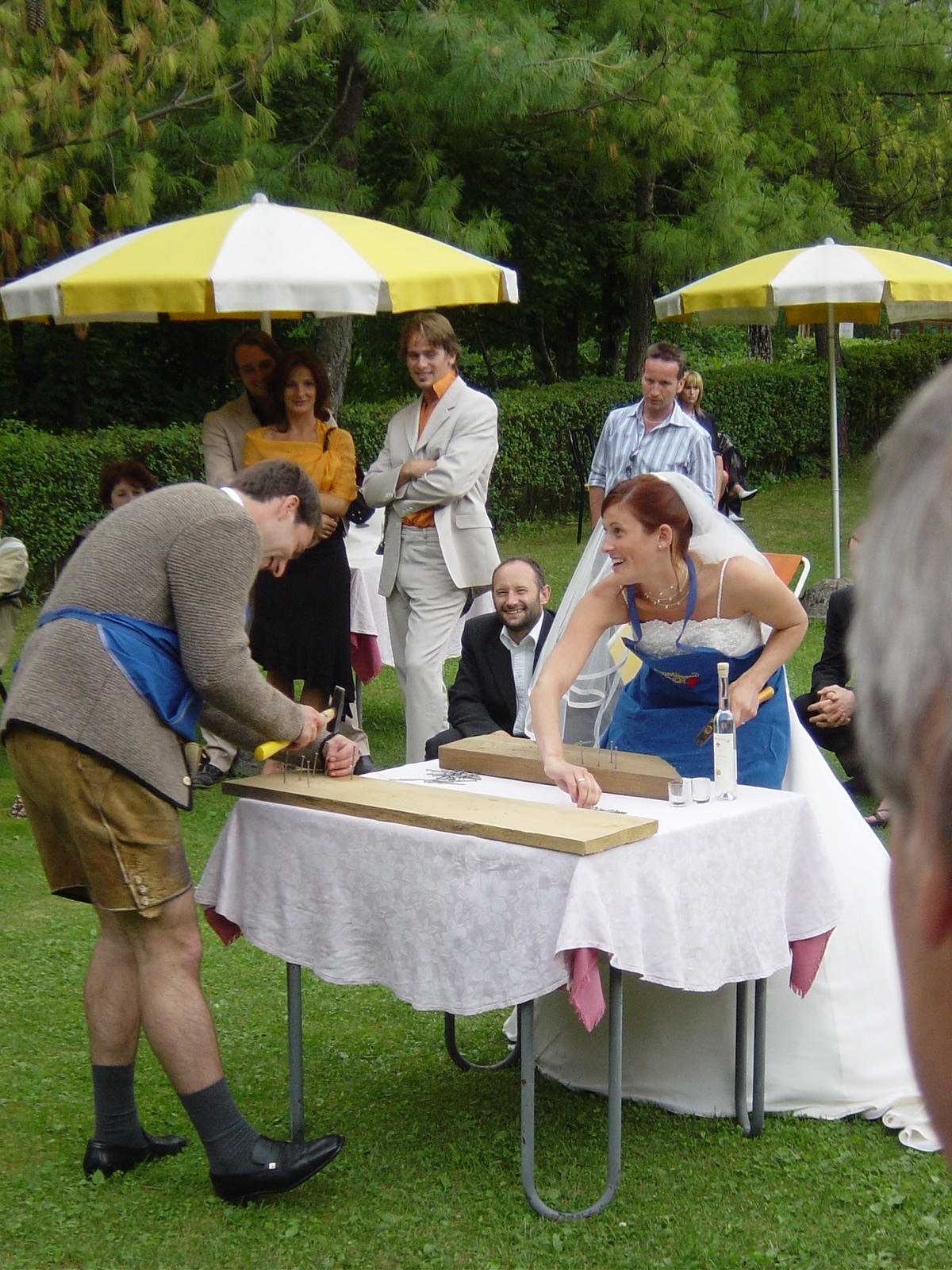
Wettnageln bei einer Hochzeit

Nagelbalken, auch Nagelbank, Wettnageln oder Lustige Nagelei, ist ein populäres Geschicklichkeits- und Wettkampfspiel, das in kommerzieller Form auf Jahrmärkten und Volksfesten betrieben wurde und wird. Ziel des Spiels ist es, einen Nagel mit so wenig Hammerschlägen wie möglich in einem Holzbalken („Nagelbalken“) zu versenken. Notwendig sind dabei sowohl eine „ruhige Hand“ und Treffsicherheit, als auch je nach Holzart und -härte sowie Nagelgröße eine gewisse Körperkraft.
Da der Material- und Vorbereitungsaufwand gering sind, wird der Nagelbalken bzw. das Wettnageln als „Klassiker“ teils auch auf Stadtteil-, Straßen-, Gemeinde-, Schul- und Kinderfesten etc. angeboten und genutzt.

## Geschichte

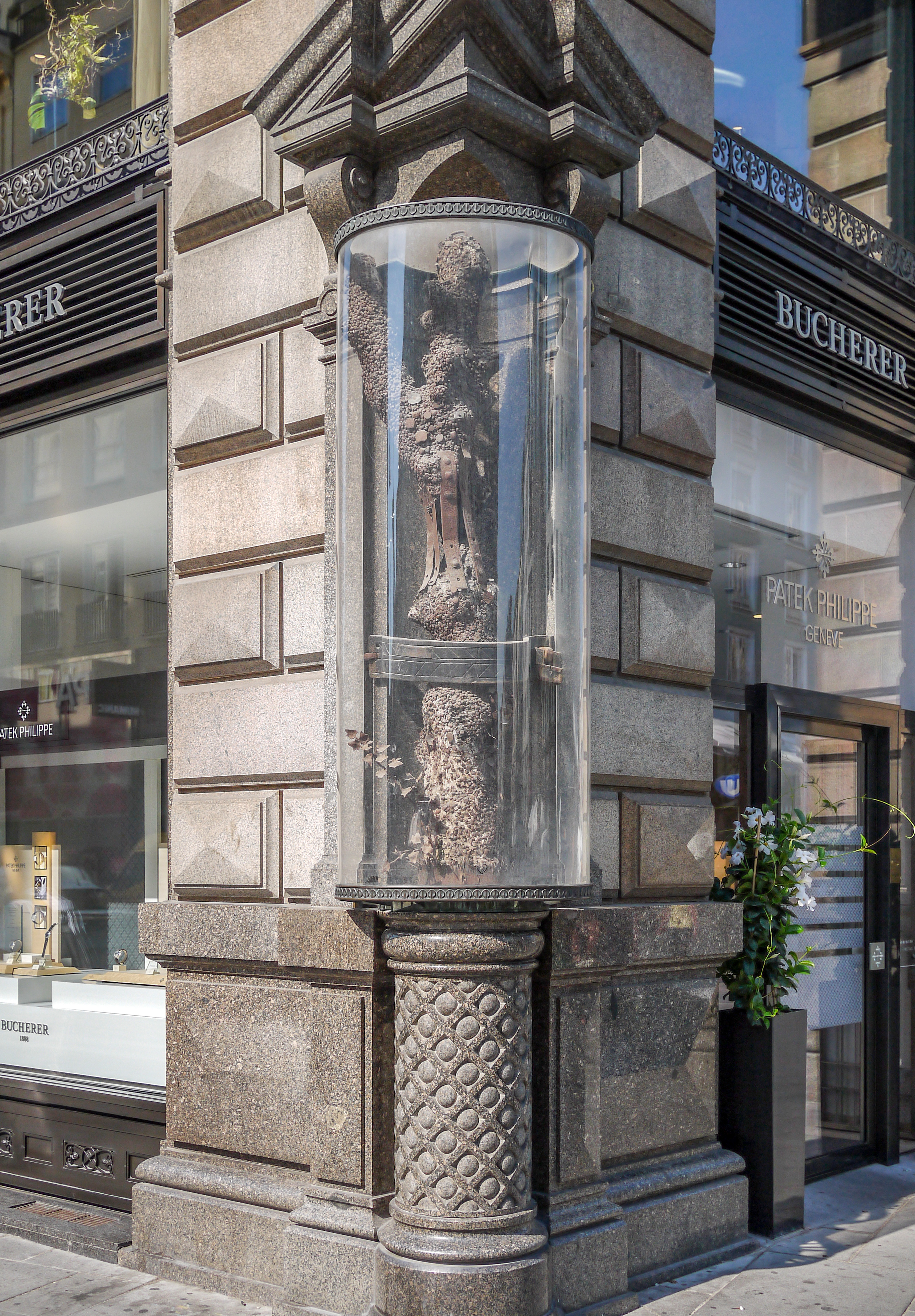
Der Stock-im-Eisen in Wien

Nagelbäume gab es bereits im Mittelalter. Im 18. Jahrhundert kam der Brauch, sich mit einem Nagel an einem Wirtshaus oder einem eigens dafür aufgestellten Stamm zu verewigen, als Zunftbrauch durchreisender Schmiede und Schmiedegesellen in Österreich auf. Im Ersten Weltkrieg wurde die Idee der „Kriegsnagelungen“ als vaterländische Spendenaktion eingeführt und verbreitete sich nicht nur in Österreich-Ungarn, sondern auch im Deutschen Kaiserreich und anderen Ländern. Gegen eine Spende durfte man einen Nagel in das dafür aufgestellte Objekt einschlagen.
Das Nagelbalken-Spiel als Volksbelustigung ohne kriegerischen Bezug auf Jahrmärkten, Volksfesten sowie bei privaten Festen ist seit den 1920er-Jahren belegt. Soweit für die Beteiligung ein Entgelt erhoben wird, kann dies sowohl der gewerblichen Gewinnerzielung dienen, wie bei kommerziellen Geschicklichkeitsgeschäften von Schaustellern, als auch zu Wohltätigkeits- oder Gemeinnützigkeitszwecken als „Spiel mit Spendencharakter“ seitens meist gemeinnützig tätiger Veranstalter.
Der Kulturwissenschaftler und Vize-Direktor des Münchner Stadtmuseums Florian Dering ordnet solche – oft als Lustige Nagelei oder ähnlich benannten – Schausteller-Geschäfte in seiner Dissertation als „alleinstehenden Sondertypus des Geschicklichkeitsgeschäfts“ ein. Dering zeigt zudem an dieser „sehr einfachen Geschäftsform“ auf, wie detailliert von staatlicher Seite die Verordnungen für Geschicklichkeitsspiele festgelegt sind, wobei für die „Nagelei mit einem oder drei Hammerschlägen“ die gleiche Verordnung gelte:
„Der Nagelbalken mit einem Querschnitt von mindestens 12 × 12 cm besteht aus astfreiem Weichholz (z. B. Tanne oder Kiefer). Er ist so befestigt, dass er beim Nageln nicht federt. Es werden neue, handelsübliche, zweizöllige, runde Drahtnägel mit Köpfen verwendet. Die Verwendung von glatten Köpfen ist unzulässig. Das Gewicht des Hammers beträgt mindestens 400 g und die Länge des Stiels mindestens 30 cm.“
Allgemein wird der Nagelbalken meist in Tischhöhe mit Schraubzwingen oder angenagelten Metallwinkeln bzw. -laschen auf einem stabilen Unterbau befestigt, der zum Beispiel aus zwei Schragen oder Arbeitsböcken oder aus einem Sägebock besteht, oder auch aus einem Jahrmarkts- bzw. Aktionsstand mit entsprechend stabilem Tischunterbau. Teils wird anstelle des Holzbalkens ein Baumstamm verwendet; diese Variante wurde in den 1950er Jahren erstmals in den USA gesehen und verbreitete sich dort inzwischen in verschiedenen Spielausformungen und -abläufen. Der Spielausstattung gehören außerdem mehrere Hämmer an, teils auch in verschiedenen Größen, sowie ausreichend Nägel in teils verschiedenen Sorten.
Das Wettnageln kann von einer Einzelperson gespielt werden, wie beispielsweise nach der bei entsprechenden Schausteller-Geschäften gängigen Spielregel: „Wer mit (nur) einem oder drei Hammerschlägen einen Nagel versenkt, bekommt je nach Anzahl einen bestimmten Preis bzw. Kleingewinn“. Es wird jedoch oft auch von mehreren Personen als Wettkampf untereinander gespielt.

## Rezeption
In der 1993 begonnenen Deutschen Arbeitsschutzausstellung (DASA) und 2000 im Rahmen der Weltausstellung Expo 2000 fertiggestellten Dauerausstellung DASA – Arbeitswelt Ausstellung der Bundesanstalt für Arbeitsschutz und Arbeitsmedizin in Dortmund wird ein Nagelbalken als interaktives Ausstellungsobjekt verwendet, um die physische Kompetenz des Menschen zu veranschaulichen. Der dortige Ausstellungsbereich „Lebensraum Arbeitswelt“ befasst sich unter anderem mit der Kompetenz des Menschen in geistiger, psychischer, physischer und sozialer Hinsicht, was in vier sogenannten „Elementarräumen“ szenografisch umgesetzt wird: Vier kubische, monomateriell ausgebildete Räume vermitteln durch Licht, Klänge, künstlerische Chiffren und den Geruch des Materials ein sinnliches Erlebnis, während jeweils ein „zentrales Objekt […] interaktiv die elementare Kompetenz sichtbar macht“.
Der vollständig in Holz ausgebildete „Elementarraum für physische Kompetenz“ in der DASA enthält als zentrales Interaktivobjekt einen Nagelbalken; der didaktische Ansatz dieser Objektwahl wird vom Physiker und Leiter der DASA, Gerhard Kilger, in dem von ihm gemeinsam mit Hans-Jürgen Bieneck für die DASA herausgegebenen und 2002 beim Campus-Verlag veröffentlichten Sammelwerk Neue Qualität der Arbeit. Wie wir morgen arbeiten werden, unter anderem wie folgt umschrieben:
„Die dunkle Akustik des hölzernen Elementarraums steht im starken Kontrast zur Klarheit der ›geistigen Kompetenz‹. In der Mitte fordern ein Hammer und der Nagelbalken zum Schlagen auf. Doch die Fähigkeit, einen Nagel gerade einzuschlagen, scheint vielen Berufstätigen am Schreibtisch abhanden gekommen zu sein. Man fragt sich, in welchen Berufen von heute die Fähigkeiten der körperlichen, der physischen Kompetenz besonders gefordert sind.“